# Кочан (дем Кукуш)
Вижте пояснителната страница за други населени места с името Кочан.
Кочан или Кочана (на гръцки: Ριζανά, Ризана̀, до 1927 година Κότσανα, Коцана) е село в Егейска Македония, Гърция, дем Кукуш (Килкис) на административна област Централна Македония. Кочан има население от 107 души (2001).

## География
Селото е разположено в източните склонове на планината Карадаг (Мавровуни) над Сярското поле и на практика географски е в Сярско, а не в Кукушко.

## История

### В Османската империя
В „Етнография на вилаетите Адрианопол, Монастир и Салоника“, издадена в Константинопол в 1878 година и отразяваща статистиката на населението от 1873 година, Кочан (Kotchan) е посочено като селище в Сярска каза със 120 домакинства, като жителите му са 320 мюсюлмани и 200 българи. Според статистиката на Васил Кънчов („Македония. Етнография и статистика“) в 1900 година Кочан е село в Сярска каза и има 300 жители турци.

### В Гърция
Селото остава в Гърция след Междусъюзническата война в 1913 година. Населението му се изселва в Турция и на негово място са настанени гърци бежанци. През 1927 години селото е прекръстено на Ризана. В 1928 година селото е бежанско с 68 семейства и 185 жители бежанци.